# Marty Garner
Marty Garner (Cameron, 2 maggio 1967) è un wrestler statunitense.
È apparso come primo avversario di Montel Vontavious Porter al pay-per-view No Mercy 2006.